# Kinya Kotani
Kinya Kotani (コタニ キンヤ, Kotani Kinya, nasceu dia 16 de julho de 1979) é um cantor e ator japonês. Suas músicas tiveram participação nos famosos animes Tsubasa Reservoir Chronicle e Gravitation. Ele é muito conhecido pelas músicas de Gravitation, onde fez a voz musical do líder da banda 'Bad Luck', Shuichi Shindou (Shindou Shuichi). 
Normalmente confundido como seiyuu (dublador), ele é a voz por trás de todas as músicas que Shuichi canta, como 'The Rage Beat', 'Glaring Dream', 'Spicy Marmalade' e muitas outras. Antigamente, Kinya esteve em uma banda chamada 'Mad Soldiers'. Eles lançaram um mini-álbum chamado 'Mads Laboratory' antes que Kinya lançasse seu single solo. 'Mad Soldiers' também é a banda que toca a melodia de suas músicas, e eles também tocam nos shows de Kinya. Kinya também foi Nagase Kenji no filme 'Love Story', que foi ao ar no Japão de 15 de abril de 2001 até 24 de junho de 2001.

## Discografia

### Singles
1. "Kōnetsu Blood" (高熱BLOOD)
2. "Jōnetsu Ballad" (情熱BALLAD)
3. "Sweet Sweet Samba"
4. "Easy Action"
5. "No! Virtual"
6. "Love Stuff"
7. "Blaze"
8. "Aerial"
9. "It's"
10. "Best Position!!!"
11. "SAMURAI SOUL"
12. "Sora, Kaze" (ソラ、カゼ)
13. "This is GRAVITATION Vol.1"
14. "This is GRAVITATION Vol.2"
15. "This is GRAVITATION Vol.3"
16. "raremetal heart"
17. "Owl Of Soul"
18. "metropolitan cowboy"

## Albums
- Soldiers Laboratory (Mini Album) - (21 de Outubro,1999)
- History P-20 - (7 de Junho,2000)
- What? xxPhysicalxx - (4 de Julho,2001)
- Native - (12 de Novembro,2004)
- Mikazuki (三日月) - (30 de Agosto,2006)
- 彩 -IRO- - (2 de Fevereiro,2010)
- Continuation
- Electro
- Library
- GOLDEN BEST Limited Kinya Kotani. The Halfway Point